# Ingrid Domingues
Ingrid Maria Domingues, född Önell 14 juli 1958, är en svensk metodexpert inom IT- och systemutvecklingsområdet. Hon är en av skaparna av metoden Effektstyrning (Impact Mapping på engelska) och skrev boken "Effektstyrning av IT" under namnet Ingrid Ottersten. Hon har bland annat utsetts till en av Sveriges främsta kvinnliga IT-utvecklare av IDG vid två olika tillfällen, och tilldelades 2006 STIMDIS stora pris. 2002 skrev Ingrid boken "Användbarhet i praktiken" (Studentlitteratur) tillsammans med Johan Berndtsson. Samma år var hon också med och grundade företaget inUse.